# Nicole Zand
Pour les articles homonymes, voir Zand.
 Nicole Zand, née le 9 février 1933 à Paris et morte dans la même ville le 23 février 2024, est une journaliste et critique littéraire française.

## Biographie
Nicole Zand naît à Paris en 1933, dans une famille d'origine polonaise. Elle est une enfant cachée dans la Creuse durant la Seconde Guerre mondiale. Après-guerre, elle est diplômée de HEC Jeunes Filles et du Centre de formation des journalistes. Elle est journaliste au quotidien Le Monde à partir de 1962. Avec Colette Godard, Claude Sarraute et Yvonne Baby, elle est l'une des pionnières féminines de ce journal. Elle publie ses premiers articles dans les pages culture du Monde en 1962, vit à Washington puis Moscou de 1970 à 1977 où elle suit l'activité culturelle pour le journal, puis rejoint Le Monde des livres de 1986 à 1996.
Elle épouse le journaliste Jacques Amalric, le couple a trois enfants, notamment le réalisateur Mathieu Amalric. Elle meurt à Paris en 2024.